# لاموتريجين
لاموتريجين  مسوق في معظم أنحاء العالم على شكل لاميكتال (Lamictal) من شركة غلاكسو سميث كلاين، هو دواء مضادّ اختلاج يُستخدم في علاج الصّرع والاضطراب ذو الاتّجاهين. كما انه يستخدم خارج التسمية كعامل مساعد في علاج الاضطراب الاكتئابي. من اجل الصرع، يستخدم لعلاج نوبات الصرع الجزئية، والنوبة التوترية الرمعية الاولية والثانوية، والنوبات المترافقة مع متلازمة لينوكس-غاستو (Lennox Gastaut syndrome). مثل العديد من الادوية المضادة للتشنج الأخرى، يستخدم لاموتريجين كمادة فعّآلة في تثبيت المزاج، وهو أول دواء مُعتمد لهذا الغرض من إدارة الغذاء والدواء الأمريكية (FDA) منذ الليثيوم، وهو دواء معتمد منذ 30 عاما. كما أنه مصرّح باستخدامه لعلاج الاضطراب ذو الاتجاهين للنوع الأوّل.
كيميائيا هو غير مرتبط بمضادة التشنج الأخرى (بسبب ان اللاموترجين هو فينيل تريازين (phenyltriazine))، لدى لاموترجين العديد من الاعراض الجانبية المتوقعه. بشكل عام يتوقع ان يعمل لاموترجين على اغلاق قنوات الصوديوم الموجودة في غشاء الخلايا كنوع من الأدوية المضادة للاختلاج، ولكن يمكن أن يكون له تاثيرات اضافية لانه يملك نطاق عمل اوسع من باقي مغلقات قنوات الصوديم المضادة لصرع مثل الفينيتوين والكاربامازيبين، وهو فعّال في معالجة مرحلة الاكتئاب في حالة الاضطراب ذو الوجهين، في حين ان غيرها من مغلقات قنوات الصوديوم المضادة لصرع ليست كذلك. بالإضافة إلى ذلك، يظهر اللاموتريجين أعراض جانبية اقل من الباقي، مضادة التشنج المنفصلة المغلقه لقنوات الصوديوم، وهذا يثبت خصائصه الفريدة. يعطل اللاموتريجين في الكبد بواسطة الاقتران الغلوكوروني.

## الاستخدامات الطبية

### الصرع والنوبات
تم اعتماد لاموتريجين في الولايات المتحدة الأمريكية في علاج النوبات الجزئية. كما أنه يعتبر الخيار الأوّل في علاج النوبات التوترية الرمعية العامة الاولية (ويشمل البسيطة الجزئية، المركّبة الجزئية والنوبات العامة الثانوية)، وكعلاج مساعد في النوبات الجزئية (التوتريه الرمعيه مركزية البداية، غيبة لانموذجيه، نوبة رمعيه عضلية، وبسبب متلازمة لينوكس غاستو). كذلك، يستخدم كعلاج بديل لنوبة صرعية مصحوبة بغيبة وغيبة لانموذجية، الرمع العضلي، والنوبة الونائية.
اللاموتريجين واحد من عدد قليل من العلاجات المعتمدة من هيئة الغذاء والدواء لعلاج النوبات المرتبطة بمتلازمة لينوكس غاستو، وهو شكل عنيف من الصرع. يتطوّر بشكل نموذجي قبل عمر الرابعة، LGS مرتبط مع التأخر في النمو. لا يوجد له علاج، وبالعادة المعالجة معقده، والتعافي الكامل نادر. الاعراض تشمل النوبة الونائية (تعرف أيضا بـ «سقوط الهجوم»)، يحدث خلالها فقدان في القوة العضليه والوعي مما يؤدي إلى سقوط مفاجئ. لاموتريجين يقلل بشكل ملحوظ من توتر نوبات LGS، وهو واحد من علاجين يستخدمو لتقليل شدة نوبات الصرع الارتخائية. الدمج مع فالبروات (حمض الفالبرويك) شائع، ولكن هذا يزيد من خطر تكون الطفح الناتج عن لاموتريجين، ويتطلب خفض الجرعة بسب حدوث تفاعل هذه الادوية.

### اضطراب ثنائي القطب
تم اعتماد لاموترجين في الولايات المتحده الأمريكية كعلاج محافظ لاضطراب ثنائي القطب الأول. في حين ان الادوية التقليديه المضادة للتشنج هي في الغالب ادوية مضادة للهوس، لاموترجين هو الأكثر فاعليه في الوقاية من نوبات الاكتئاب المتكررة مع الاضطراب ثنائي القطب. العلاج يبدو غير فعال في المحافظة على التكرارات السريعة الحالية، الهوس الحاد، أو الاكتئاب الحاد في الاضطراب الثنائي القطب؛ ومع ذلك، هو فعال في الوقاية من تأخير الهوس، الاكتئاب، أو التكرارات السريعة. ووفقا لدراسات في عام 2007، اللاموترجين قد يعالج الاكتئاب ثنائي القطب دون التسبب بالهوس، هوس خفيف، الحالة المختلطة، أو التكرارات السريعة
هنالك ادلة قليلة عن وجود فوائد علاجية عند استخدام لاموتريجين في علاج حلقة المزاج الحالي. لم تثبت فاعلية لاموترجين في علاج الهوس الحاد،  وهنالك جدال بشأن فاعليته في علاج الاكتئاب ثنائي القطب الحاد. في حين ان المبادئ التوجيهية للجمعية الأمريكية لطب النفسي 2002 APA)) توصي بالاموترجين كخيار أول في علاج الاكتئاب الحاد في الاضطراب الثنائي القطب النوع الثاني ، ويشير الموقع الإلكتروني ل APA'Sالى المبادئ التوجيهية، بحيث ان يكون أكبر من خمس سنوات، «لم يعد من الممكن ان يكون حاليا». وفي ورقة مكتوبة في 2008 من قبل ناصر واخرون. عرض ادلة في سجلات غير منشورة ولا ترجع إلى توجيهات ال2002 لAPA ، وهي تشمل ان الاموترجين له«فاعلية محدودة جدا، ان وجدت، في علاج الاكتئاب ثنائي القطب الحاد». وورقة 2008 من قبل كالابريس واخرون.تم فحصها و، ووجدت انه في خمس دراسات للادوية الوهمية (Placebo-controlled studies)، اللاموترجين لم يختلف كثيرا عن الدواء الوهمي في علاج اكتئاب الاضطراب ثنائي القطب. ومع ذلك، في التحليل التالي لهذه الدراسات التي اجريت في 2008، وجد كالابريس ان اللاموتريجين كان فعال في الاشخاص الذين يعانون من الاكتئاب ثنائي القطب، مع العدد المطلوب للعلاج (NNT) في 11، أو 7 في علاج الاكتئاب الشديد.
وفي عرض حديث عن اللاموترجين يشمل انه يوصى به في علاج الاضطراب ثنائي القطب عندما يكون الاكتئاب بارز، وان هنالك حاجه إلى المزيد من البحوث فيما يخص دوره في علاج الاكتئاب ثنائي القطب الحاد والاكتئاب احادي القطب. كذلك، لا توجد معلومات لاستخدامه في علاج الاضطرابات النفسية الأخرى.

### استخدامات أخرى
الاستخدامات خارج التسمية تشمل علاج الاعتلال العصبي، الم العصب الثلاثي، الصداع العنقودي، الصداع النصفي، والحد من الالم الاعصاب. الاستخدام النفسي خارج التسمية يشمل علاج اضطراب اضطراب تبدد الشخصية، المهلوسات في استمرار اضطراب الإدراك ، اضطراب الفصامي العاطفي، اضطراب الشخصية الملاصق، واضطراب ما بعد الصدمة. وقد درس اللاموترجين كعلاج مساعد في علاج الاكتئاب احادي القطب المقاوم، بتحقيق فعالية على المقاييس الثانوي لنتائج العلاج (الانطباعات السريرية العالمية) (Clinical Global Impressions)، لكن ليس فعال على المقاييس الاولية (مقياس مونتغمري-اسبرج للاكتئاب ومقياس هاملتون للاكتئاب) (Montgomery-Åsberg Depression Rating Scale and Hamilton Rating Scale for Depression)[1].
وقد وجد ان اللاموترجين يملك دور في علاج اضطراب نقص الانتباه عند الكبار وفرط النشاط مع الاكتئاب المرضي.
كما يستخدم اللاموترجين في علاج متلازمة لينوكس غاستو.

## الاعراض الجانبية
في معلومات الوصفة للاموترجين يوجد صندوق اسود تحذر من التفعلات الجلدية المهددة للحياة، بما في ذلك متلازمة ستيفن جونسون، متلازمة درِس (Dress syndrome)، وانحلال البشرة السمي. وفي الدول المصنعة تظهر جميع الحالات تقريبا من اسبوعين إلى ثمن اسابيع من المعالجة[30]، أو إذا توقف استخدام العلاج بشكل مباشر ثم استؤنف في الجرعة العادية. يجيب ان يطلب المريض العناية الطبيه في حالة حدوث طفح جلدي غير متوقع، كما ان وجودها يدل على اعراض جانبيه خطيرة متوقعة أو حتى مميتة. ليس كل طفح جلدي يحدث أثناء تناول اللاموتريجين المتطور لمتلازمة ستيفنس جونسون أو TEN. وبين 5-10% من المرضى يصابون بالطفح، ولكن واحد من ألف مريض يعاني من طفح جلدي خطير. الطفح والتفاعلات الجلدية الأخرى هم أكثر شيوعًا عند الأطفال، لذلك غالبًا ما يوصف هذا الدواء للبالغين. للمرضى الذين توقفوا عن استخدام اللاموتريجين بعد ظهور الطفح، إعادة استخدام اللاموترجين هو خيار متاح. ومع ذلك، هذا غير قابل لتطبيق في الحالات الخطيرة.
وهنالك أيضا احتمال في زيادة حدوث الطفح الجلدي مع المرضى الذين توقفوا حاليًّا، أو مؤخّرًا عن حمض الفالبرويك المضاد للتشنج، حيث ان تداخل دوائي بين الدوائين سوف يحدث مما يودي إلى أن إزالة الدوائين من الجسم تقل والجرعة الفعّآلة من اللاموترجين في الجسم سوف تزداد.
اعتبارًا من ديسمبر 2010، يحمل اللاموتريجين مربع إدارة الغذاء والدواء الأسود تحذيرًا من التهاب السحايا.
الاعراض الجانبية مثل الطفح الجلدي، الحمى، والاجهاد هم أعراض خطرة، لأنها قد تشير إلى بداية متلازمة ستيفنس جونسون، انحلال البشرة السمي، ومتلازمة درِس أو التهاب السحايا المعقم.
الأعراض الجانبية الأخرى تشمل فقدان التوازن أو التناسق؛ ازدواج الرؤية؛ انقباض الحدقة؛ عدم وضوح الرؤية؛ الدوخة وعدم وجود تنسيق؛ الخمول؛ الأرق؛ القلق؛ أحلام وكوابيس حية؛ جفاف الفم؛ تقرّحات الفم؛ مشاكل في الذاكرة والإدراك؛ تغيرات في المزاج؛ سيلان في الانف؛ السعال؛ الغثيان؛ عسر في الهضم؛ والام في البطن؛ فقدان الوزن؛ غياب الدورة الشهرية أو وجودها مؤلمة؛ والتهاب المهبل. ملف الاعراض الجانبية يختلف باختلاف المرضى. اجمالى الاثار الجانبية في المعالجة متشابهة بين الرجال، والنساء، والمسنين، الأطفال والجماعات العرقية.
ارتباط اللاموتريجين مع انخفاض عدد خلايا الدم البيضاء (قلة الكريات البيض). لا يطول اللاموترجين QT/QTc في دراسات TQT على الاشخاص الاصحاء.
وقد تم الإبلاغ عن حالات المتلازمة الخبيثة للدواء المضاد للذهان التي يسببها اللاموتريجين.

### الاثار على النساء
في التجارب السريرية اظهرت النساء قابلية أكثر من الرجال لحصول الاعراض الجانبية وهذا هو عكس معظم مضادات التشنج الأخرى.
هنالك ادلة تظهر تفاعلات بين اللاموترجين والهرمونات الانثوية، والتي يمكن ان تكون ذات اهميه خاصة للنساء اللواتي يأخذن موانع حمل هرمونية تحتوي على الاستروجين. الاستراديول، وهو المكون لهذه الموانع، تحدث نقصان في تركيز اللاموترجين في الجسم. النساء اللواتي يبدأن باخذ موانع حمل تحتوي استروجين عن طريق الفم من الممكن ان يحتجن لزيادة جرعة اللاموترجين للحفاظ على مستوى فاعليته. وبالمثل، يمكن أن تتعرض النساء عند التوقف عن أخذ موانع الحمل لزيادة في الاعراض الجانبيه للاموترجين. وفي الاسابيع الخالية من موانع الحمل يشهد الجسم زيادة ضعفين في تركيز اللاموتريجين. وفي دراسة أخرى اظهرت زيادة كبيرة في الهرمون المنبه للحوصلة (FSH) والهرمون المنشّط للجسم الأصفر (LH) عند النساء اللواتي يتناولن اللاموتريجين مع حبوب منع الحمل مقارنة مع النساء اللواتي يتناولن حبوب منع الحمل فقط. ومع ذلك، هذه الزيادة غير متزامنة مع زيادة هرمون البروجستيرون، مشيرا إلى ان حبوب منع الحمل حافظة على قمع الإباضة.

### الحمل والرضاعة الطبيعية
تم تصنيف اللاموترجين في مجموعة الحمل C. يوصى بلاستخدام اثناء الحمل إذا كانت المنافع تفوق المخاطر. في سيبتمبر 2006، أصدرت إدارة الغذاء والدواء الأمريكية تحذيرا يفيد ان أخذ اللاموترجين خلا أشهر الحمل الثلاثة الأولى قد تزيد من خطر الشفة المشقوقة (الشفة الارنبية) وتشوه الحنك عند الأطفال حديثي الولادة. ومنذ ذلك الحين، وجدت الدراسات ان اجمالي معدلات التشوهات الخلقية عند الرضع الذين تعرضو للاموترجين في الرحم منخفضة نسبيا 1-4%. وهذا بالمقارنة مع النسبة النموذجيه 3% عند القطاع السكاني الغير معالج. وفي دراسة مستقبلية على الأطفال (متوسط العمر = 4.2) الذين تعرضوا للاموترجين في الرحم لا تشير إلى أي اعراض جانبية على الإدراك عندهم.
يظهر اللاموترجين في حليب الصدر، لذلك لا توصي الشركات المصنعه باخذه خلال الرضاعة الطبيعية. وفي «الادوية وحليب الام» يتم تحديثه بشكل مستمر من المولفات العلمية، تم تصنيف اللاموترجين ك L3: امن باعتدال.

### أنواع أخرى من الاثار
يرتبط اللاموترجين بالانسجة المحتوية على الميلانين مثل قزحية العين. العواقب على المدى الطويل غير معروفة.
بعض المرضى يعانون من نقص في التركيز، حتى مع الجرعات الصغيرة جدًا. وقد تورط اللاموتريجين في التنكس العصبي عند الأدمغة النامية. وقد فحصت شركة غلاكسو سميث كلاين اللاموتريجين لعلاج اضطراب نقص الانتباه مع فرط النشاط (ADHD) ولم تصل لنتائج حاسمة. ولم يلاحظ أي تاثير له على الوظائف الادراكية، ومع ذلك، كان التحسن الإحصائي الوحيد على أعراض اضطراب نقص الانتباع مع فرط النشاط تحسن في نتائج الاختبار، PASAT (الاخبار السمعي الإيقاعي الإضافي المتسلسل)، الذي يقيس سرعة المعالجة السمعية والقدرة الحسابية. وفي دراسة أخرى اظهرت ان اللاموترجين قد يكون خيار علاج امن وفعال للكيار المصابين باضطراب نقص الانتباه مع فرط النشاط مع الاضطراب ثنائي القطب والاكتئاب المتكرر.
ومن المعروف ان اللاموترجين يؤثر على النوم. وقد اظهرت دراسة على عدد صغير (10-15) ان اللاموترجين يزيد من اسقرار النوم (يزيد من مدة النوم REM، يقلل من عدد المناوبات المرحلية ويقلل من مدة الموجة البطيئة لنوم)، ولم يكن له أي تاثير على اليقظة، ولا على النعاس خلال اليوم والوظائف المعرفية. ومع ذلك، فان دراسات رجعية لسجلات طبية ل 109 مريض وجدت ان 6.7% من المرضى واجهوا «تأثير تنبيه» ادى إلى أرق لا يحتمل، والعلاج كان بوقف الدواء.
يمكن للاموترجين ان يحدث نوع من النوبات المعروف بنفضة الرمع العضلي (MYOCLONIC JERK)، التي تميل لان تحدث بعد أخذ الدواء بوقت قليل. وعندما يستخدم في علاج صرع الرمع العضلي مثل الرمع العضلي اليفعي، نحن بحاجة لجرعات صغيرة منه (تركيز قليلة في البلازما)، كما ان جرعات معتدلة من اللاموترجين يمكن ان تحدث نوبات، مثل النوبات التوترية الارتجاجية، التي يمكن ان تتطور لحالة صرعية، وهي حالة طبية طارئة. كما يمكن ان تسبب حالة صرع رمعية عضلية.
عند الجرعة الزائدة، يمكن ان يسبب اللاموترجين نوبات لا يمكن التحكم بها عند معظم الناس. والتقارير المسجلة في حالة الجرعة الزائدة إلى حد 15 جرام تشمل زيادة في النوبات، غيبوبة والموت.

## الية العمل

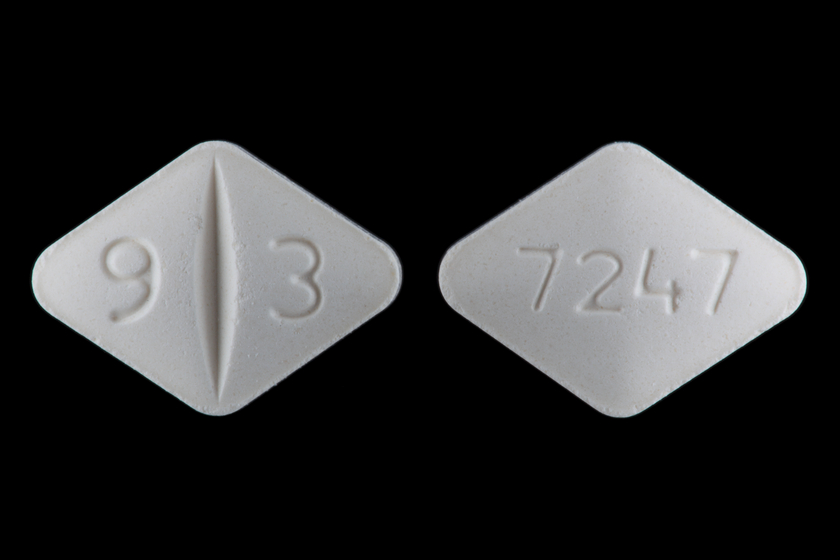
لاموترجين، قرص 150ملغ

يعتبر لاموتريجين عضو من مُغلقات قنوات الصوديوم من فئة الادوية المضادة لصرع. وهو استخلاص لترايازين (triazine) الذي يثبط عمل قنوات الصوديوم الحساسة للجهد، مما يؤدي إلى استقرار اغشية الخلايا العصبية. وهو يغلق أيضا قنوات الكالسيوم نوع L،N،P ويمتلك مثبطات ضعيفة لمستقبلات 5-هيدروكسي تريبتامين-3(5-HT3). ويعتقد ان هذه الفاعلية تاتي من تثبيط اطلاق الغلوتامات في المواقع القشرية في المناطق الحوفية المخطط البطني، وقد اشير إلى تاثير واقيات الاعصاب ومضادات الغلوتامات في المساهمة بفاعلية في استقرار المزاج. لُحظ ان اللاموترجين يخفض من حمض الغاما أمينوبيوتيريك (غابا)وهي مستقبلات تتوسط النقل العصبي في لوزة الفئران، كما يشار الا ان الية الجابايرجك (GABAergic)، على الرغم من ان هذا الموضوع ما زال مثير للجدل.
لا يملك اللاموترجين تأثير واضح على أي من المستقبلات العصبية المعروفة مثل (الأدرينالية adrenergic، الدوبامين dopamine D1 وD2، المسكارينية muscarinic، الغابا، الهيستامينية histaminergic H1، السيروتونين serotonin 5-HT2، ون-ميثيل-د-اسبيريت N-methyl-D-asparate). وتثبيطه لفاعلية نقل السيرتونين 5-HT2)) ونورايبينفرن nor epinephrine)) ضعيفة. والاموترجين مثبط ضعيف لانزيم اختزال الداي هايدرو فوليت (dihydrofolate reductase)[61]، لكن سواء كان هذا التاثير كافي ليساهم في الية العمل أو كافي لزيادة الخطر على الجنين خلال الحمل ام لا امر مجهول. وفي دراسات مبكرة ل الية عمل اللاموترجين اختبر تاثيره على اطلاق الاحماض الامينية الداخليه في المختبر (in vitro) من شريحة لقشرة دماغ فار. كما هو الحال في الادوية المضادة لصرع التي تعمل على قنوات الصوديوم الحساسة للجهد، يثبط اللاموترجين من اطلاق الجلوتاميت (glutamate) والاسبارتيت (aspartate) المستدعية من قنوات الصوديوم المنشطة للفيراترين veratrine)). وكان اقل فاعلية غي تثبيط اطلاق الاستيل كولاين (acetylcholine) أو الغابا. وعلى تراكيز عالية، لم يكن له أي تاثير على تلقائية أو فاعلية اطلاق الاحماض الامينية بالبوتاسيوم[38].
اقترحت هذه الدراسات ان اللاموترجين يعمل قبل المشبك (presynaptically) على بوابات جهد قنوات الصوديوم لكي تقلل من اطلاق الجلوتاميت. وفي العديد من الدراسات الحيوية الكهربائية بحثت في تاثير اللاموترجين على قنوات الصوديوم المعتمده على الجهد. على سبيل المثال، لاموترجين يغلق الإطلاق الثابت المتكرر في اعصاب النخاع الشوكي المستنبتة لفار بطريقة تعتمد على التركيز، وبتراكيز مناسبة دوائيا لمعالجة نوبات الإنسان. وفي الاعصاب الحصينية المستنبتة، لاموترجين يقلل من تيار الصوديوم بطريقة معتمدة على الجهد، وفي حالة الجهد المانع للاستقطاب (depolarization) يحدث تثبيطات على ترددات صغيرة. هذه ومجموعة متنوعة من النتائج الأخرى اظهرت ان تاثير اللاموترجين المضاد لصرع، ومثله الفينيتوين والكاربامزبين، على الاقل جزئيا نتيجة للاستخدام والتي تعتمد على تعديل السريع لجهد تيارات الصوديوم. ومع ذلك، يمتلك اللاموترجين نطاق فاعلية سريري واسع أكثر من الفنيتوين والكاربامزبين كما يعترف به للحماية من نوبة الصرع الغيبة العامة (absence epilepsy) وغيرها من نوبات الصرع العامة، وتشمل النوبة التوترية الرمعية العامة الاولية، والصرع الرمعي العضلي، ومتلازمة لينوكس غاستو.
و الاساس لنطاق الواسع من فاعلية اللاموترجين غير معروف، ولكن يمكن ان ترجع هذه الفاعلية بارتباطه على قنوات الكالسيوم المنشطة للجهد. على كل حال، يغلق اللاموترجين النوع T من قنوات الكالسيوم بشكل ضعيف. ومع ذلك، هو لا يغلق قنوات الكالسيوم المنشطة بالجهد العالي لنوع (N- وP /Q/R) الاصلية الطبيعية والمهجنة عند التراكيز العلاجية. وسواء كانت فاعلية اللاموترجين على قنوات الكالسوم تعود لنطاق الفاعلية السريرية الواسع مقارنة مع الفينيتوين أو الكاربامزبين فهي باقية لتحدد فيما بعد.
وهو يتشاحن (antagonizes) مع المستقبلات التالية ب قيم IC 50 التالية.
•5-HT3, IC50=18μM
•σ receptors, IC50=145μM

## الحرائك الدوائية
الحرائك الدوائية للاموترجين تتبع الحركية من الدرجة الأولى (first order kinetics)، مع حياة نصف 13.5 ساعه وحجم توزيع 1.36لتر/كيلوغرام. لاموترجين يمتص بشكل سريع وكامل بعد تناوله عن طريق الفم. وهو متوفر بيولوجيا بنسبة 98% وتركيزه الاعلى في البلازما (Cmax) يحدث بين 1.4 ل4.8 ساعه. وتشير البيانات الموافرة إلى ان امتصاصه لا يتاثر بوجود الطعام. وبتقدير حجم التوزيع الظاهر بعد تناوله عن طريق الفم يتراوح بين 0.9 ل 1.3لتر/كلغ. وهذا لا يعتمد على الجرعة ويكون متشابة في حالة الجرعة الواحدة أو الجرع المتعددة في كل من مرضى الصرع أو المتطوعين الاصحاء.
وفي الغالب ينحل (يتأيض) اللاموترجين عن طريق الارتباط بحمض الغلوكورنيك (glucoronic acid). ومركبه الايضي الرئيسي هو 2-ن-غلوكورونايد (2-n-glucuronide) المرافق الغير نشط. لدى اللاموترجين عدد اقل من التداخلات الدوائية بنسبة لمضادة التشنج الأخرى، على الرغم من ان التداخلات الدوائية مع الكاربامازيبين، فينيتوين وغيرها من الادوية المحفزة لانزيمات الكبد التي يمكن ان تقصر عمره النصف. يجب ان يتم تحديد الجرعة حسب الاستجابة السريرية، ولكن من فوائد المراقبة هي تقييم الالتزام والمطاوعة.
قدرة الاختبارات المتاحة للكشف عن العواقب المحتملة نتيجة الارتباط بالميلانين غير معروفة. استبعدت التجارب السريرية التاثيرات الغير ملحوظة والمدة المثلى للعلاج. لا يوجد هنالك توصيات محددة لمدة تقييم العيون . يرتبط اللاموترجين بالعين والانسجة المحتوية على الملانيين والتي من الممكن ان تتراكم مع مرور الوقت ويمكن ان تسبب تسمم. وينبغي ان يكون الواصفين (الدكتور) على بينة من احتمال حدوث اثار جانبية على العيون علة المدى البعيد واعتماد المعالجة على الاستجابة السريرية. يجب إعادة تقييم التزام المريض بشكل دوري من خلال المختبر والفحص الطبي للكبد ووظائف الكلى لرصد التقدم المحرز والاثار الجانبية.

## التاريخ
ديسمبر 1994- تمت الموافقة على استخدام اللاموترجين لعلاج النوبات الجزئية.
أغسطس 1998- استخدم كعلاج مرافق لمتلازمة لينوكس غاستو للمرضى الأطفال والبالغين، وظهر شكل جراعات جديد: اقراص مبعثرة قابلة للمضغ.
ديسمبر 1998- استخدم كعلاج وحيد لنوبات الجزئية عند المرضى البالغين عند التحول من الدواء المحفزلانزيمات المضاد لصرعEIAED)).
يناير 2003- استخدم كعلاج مساعد لنوبات الجزئية عند المرضى الأطفال تحت عمر السنتين.
يونيو2003- اوصى به لعلاج الاضطراب ثنائي القطب النوع الأول، الأول كدواء منذ الليثيوم.
يناير 2004- استخدم كعلاج وحيد لنوبات الجزئية عند المرضى البالغين عند التحول من فالبروات المضاد لصرع (بما في ذلك حمض فالبرويك (Depakene)، فالبروات الصوديوم (Epilim) ودايفالبرويك الصوديوم (Depakote).

### التوافر

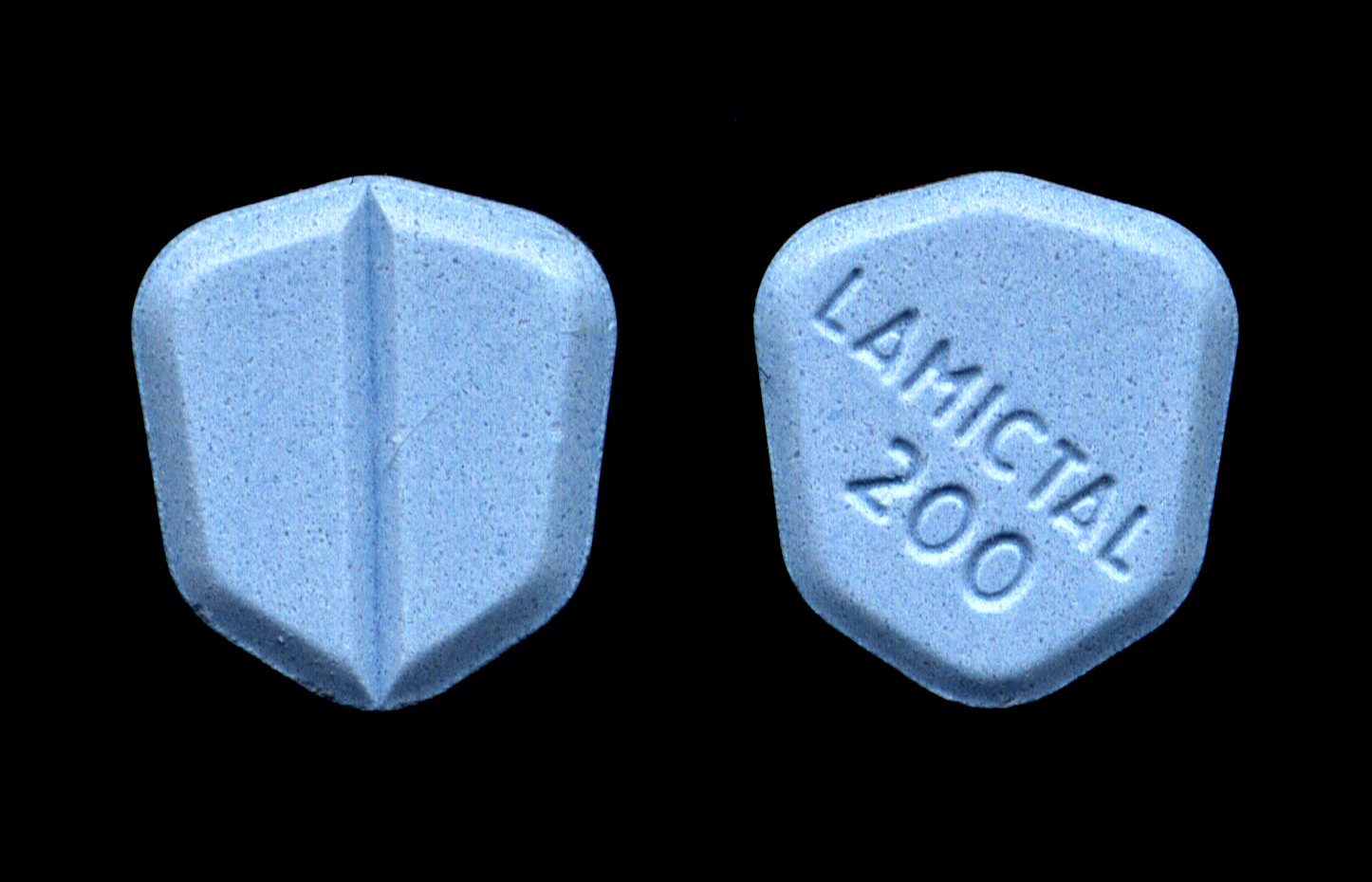
لاميكتال، قرص 200 ملغ

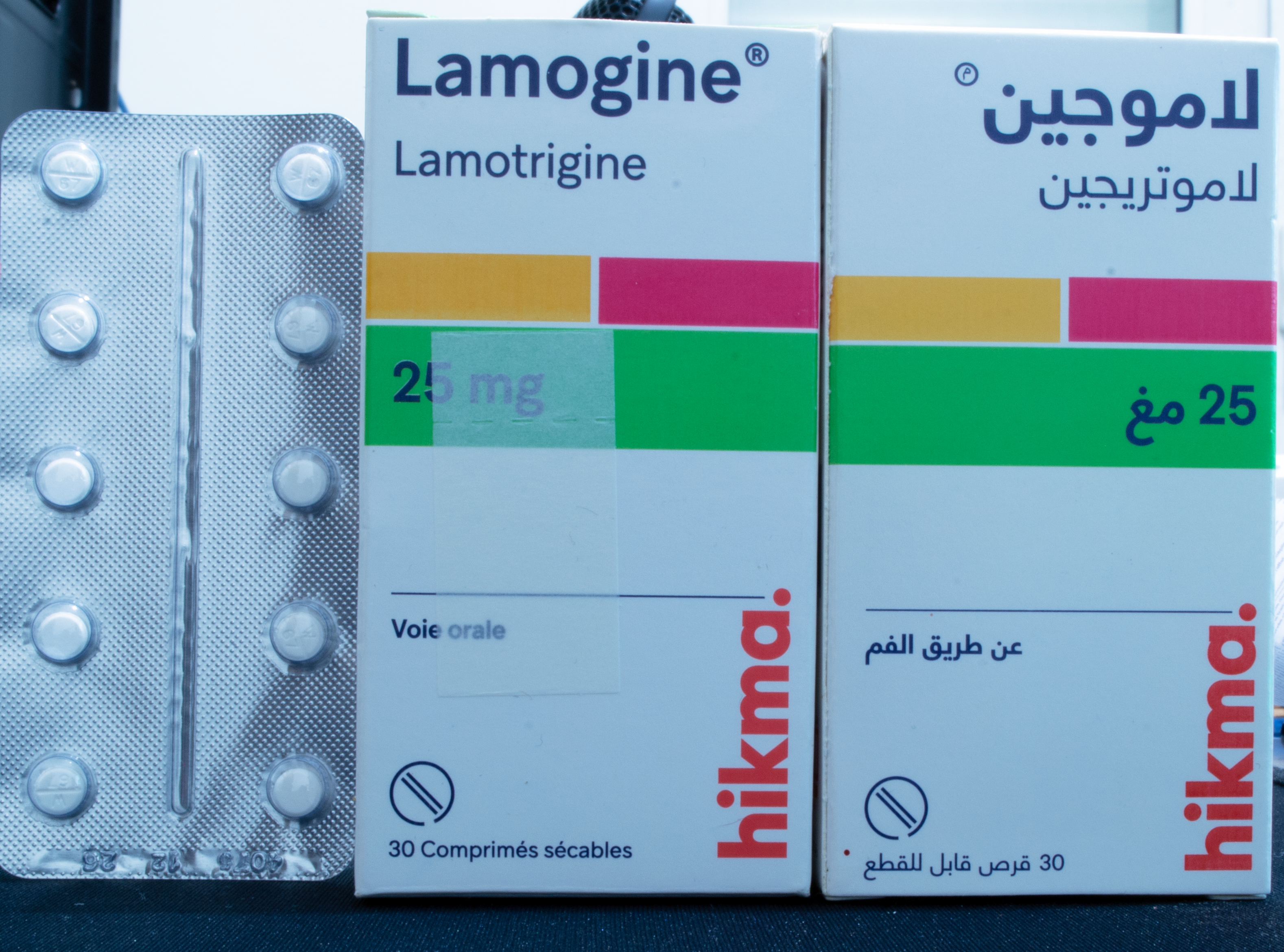
علبة لاموجين، أقراص 25 مغ، حكمة

جلاكسو سميث كلاين هي العلامة التجارية للاموترجين ، لاميكتال (lamoctal)، يتم تصنيعها على شكل اقراص محرزة (25ملغ، 50ملغ، 100ملغ، 150ملغ، 200ملغ) واقراص مبعثرة قابلة للمضغ (2ملغ، 5ملغ، 25ملغ). مجموعة عينات لمدة خمس اسابيع متوفرة أيضا. وهذه تشمل المعايرة  والتعليمات والاقراص المحرزة (25ملغ للمرضى الذين يتناولون فالبروات،25 ملغ و100ملغ للمرضى الذين لا يتناولن فالبروات). كما ان اللاموترجين متاح على شكل اقراص غير محرزة. في 2005، بدأت شركة الصناعات الدوائية المتاحة تيفا (TEVA) ببيع اللاموترجين في الولايات المتحدة الأمريكية، لكن فقط ب 5ملغ و25ملغ على شكل اقراص مشتتة قابلة للمضغ. في 23 يوليو 2008، بدأت شركة تيفا بتوفير خط كامل من اللاموترجيم في الولايات المتحدة الأمريكية. بشكل عام الاموترجين اتاح أيضا في الولايات المتحدة الأمريكية، المملكة المتحدة، كندا واستراليا. كما يجب الإشارة الا ان الاسم التجاري لاميكتال غير متوفر على شكل اقراص 200 ملغ في كندا، في جميع الصيدليات المسجلة (في حين ان تراكيز 150,100,25 ملغ متوافرين). كما ان عدة البداية غير متوافرة في كندا.
يتم تسويق لاموترجين على شكل لاموترين (LAMOTRINE) في مصر، لامترين (LAMITRIN) في بنغلادش[70]، لاميكتين (LAMICTIN) في جنوب أفريقيا، لاموجين למוג'ין (LAMOGINE) في إسرائيل ،라 믹탈 في كوريا الجنوبية ويدعى عموما باسم لاميتور (LAMITOR) وَ لاموجين (Lamogine) في الجزائر.

### اميكتال ممددة الإطلاق (Lamictal XR)
في 2009 حصلت شركة جلاكسو سميث كلاين على موافقة هيئة الغذاء والدواء لنسخه ممددة الإطلاق (extended-release version) من اللاموترجين (lamictal XR). أقراص لاميكتال ممددة الإطلاق هي تحضيرة جديدة من اللاموترجين، مسلمة في اقراص مغلفة معويا حيث ان شركة جلاكسو سميث كلاين سرعت تطويرة وتسويقة على شكل (Diffcore). وبمثل ذلك يمكن ان تكون المعالجة من غير معايرة أو إعادة تدرج الجرعة.

## روابط خارجية
- FAQ: Psychiatric Uses of Lamotrigine (Lamictal), by Ivan K. Goldberg, MD. Includes many references from the medical literature.
- Center for Drug Evaluation and Research: Lamictal — documents related to the FDA approval process, including medical reviews and correspondence letters.
- Epilepsy South Africa: MEDICATION FOR EPILEPSY — an Epilepsy FAQ with a list of medicines for treatment thereof, includes lamotrigine with South African trade name Lamictin
- Adverse Reactions — Reported adverse reactions and side-effects.
- U.S. National Library of Medicine: Drug Information Portal — Lamotrigine

## الاستخدام الطبي
من أجل مرض الصرع، فإن لاموتريجين يستخدم لعلاج النوبة التوترية الرمعية الثانوية، والنوبات المترافقة مع متلازمة لينوكس-غاستو Lennox–Gastaut syndrome. كمثل العديد من أدوية مضادات الاختلاج فإن لاموتريجين له أثر فعال كواحد من مثبتات المزاج. كما أنه مصرح باستخدامه لعلاج الاضطراب ذو الاتجاهين.